# Joseph Schooling
Joseph Isaac Schooling, né le 16 juin 1995 à Singapour, est un nageur singapourien, spécialiste de papillon.

## Biographie
Joseph Schooling est un Singapourien de troisième génération. C'est le seul enfant de May et Colin Schooling. May est une  chinoise de Malaisie tandis que Colin est né à Singapour d'un père officier britannique qui s'était marié avec une eurasienne portugaise à Singapour.
Il remporte la médaille d'argent lors des Jeux du Commonwealth de 2014 sur 100 m papillon. Il bat le record d'Asie du 50 m papillon lors des championnats du monde à Kazan en 23 s 25, puis remporte la médaille de bronze du 100 m papillon, une première pour Singapour.
Le 12 août 2016, il bat le record olympique en 50 s 39 et remporte le titre du 100 m papillon, en battant notamment Michael Phelps, Chad le Clos et László Cseh, et devient le premier champion olympique singapourien. Cette victoire lui rapporte la somme record de 1 000 000 de dollars de Singapour, la plus forte récompense jamais obtenue lors des Jeux olympiques.
Il remporte le 50 m et le 100 m papillon lors des Jeux asiatiques de 2018 ainsi que deux médailles de bronze en relais.

## Palmarès

### Championnats du monde

#### Grand bassin
- Championnats du monde 2015 à Kazan :
  -  Médaille de bronze du 100 m papillon
- Championnats du monde 2017 à Budapest :
  -  Médaille de bronze du 100 m papillon